# La Ville brabançonne
La fondation La Ville brabançonne (en néerlandais Stichting De Brabantse Stad) est une association scientifique belgo-néerlandaise née en 1965. Son objectif est l'étude de l'ancien duché de Brabant et des territoires qui en sont issus, depuis le Moyen Âge jusqu'à la période contemporaine en Belgique (provinces d'Anvers, de Brabant flamand, de Brabant wallon et région de Bruxelles-capitale) et aux Pays-Bas (province de Brabant septentrional ou Noord-Brabant).

## Origines, structure et activités
La Fondation La Ville brabançonne trouve son origine dans un colloque organisé en 1965 à Louvain (Leuven) sur l'histoire de la ville brabançonne. Une réunion périodique d'historiens et d'archivistes travaillant sur l'histoire de l'ancien duché de Brabant, en particulier sous l'angle de son histoire urbaine qui en est l'un des traits les plus caractéristiques, par delà les frontières postérieures entre Belgique et Pays-Bas, s'avère utile et nécessaire. Une Fondation est dès lors mise sur pied afin d'organiser tous les trois ans un nouveau colloque. La création de cette Fondation a lieu sous les auspices des trois provinces qui à l'époque recouvraient l'essentiel du territoire de l'ancien duché: la province du Brabant septentrional ou Noord-Brabant aux Pays-Bas, les provinces d'Anvers et de Brabant en Belgique. Le colloque est organisé tour à tour dans chaque province. La Fondation est gérée par un bureau ou conseil d'administration (bestuur en néerlandais) composé d'historiens et d'archivistes issus de trois provinces. En 1995, la scission de la province jusque-là unitaire du Brabant en trois nouvelles entités (province du Brabant wallon, province du Brabant flamand, région de Bruxelles-Capitale) entraîne une nouvelle répartition. Le Bureau doit désormais compter des membres issus de 7 entités au lieu de 3 et la tournante des colloques s'effectue également sur sept entités au lieu de trois. Sur le plan scientifique et historiographique, la Fondation promeut depuis ses origines une démarche comparée et transnationale dans l'approche de son objet d'étude. Elle dispose de trois moyens d'action: le choix des thématiques des colloques, la publication régulière des actes de ces colloques, la rédaction d'une synthèse d'histoire du Brabant. Mise en chantier en 1990, cette dernière voit le jour en 2004.

## Liste des colloques organisés par la Fondation
- 1er colloque : Louvain, 20-21 novembre 1965[2].
- 2e colloque : Bois-le-Duc, 23-24 novembre 1968[3].
- 4e colloque : Bruxelles, 29-30 mars 1974[4].
- 5e colloque : Bois-le-Duc, 25-26 novembre 1977[5].
- 6e colloque : Anvers, 3-4 avril 1981[6].
- 7e colloque : 1985[7].
- 8e colloque : Bois-le-Duc, 2-3 octobre 1987[8].
- 9e colloque : Anvers, 9-10 novembre 1990[9].
- 10e colloque : Bruxelles, 23-24 septembre 1993.
- 11e colloque : Bois-le-Duc, 1996[10].
- 12e colloque : Nivelles, 23-25 septembre 1999, sur le thème La Consommation dans les villes brabançonnes-Het verbruik in de Brabantse steden[11].
- 13e colloque : Louvain, 18-19 octobre 2002, sur le thème Gothique en Brabant- Gotiek in Brabant.
- 14e colloque : Bruxelles, 14-15 octobre 2005, sur le thème Urbanisme et architecture des villes brabançonnes, du Moyen Âge à 1960 / Stedenbouw en architecture van de middeleeuwen tot 1960.
- 15e colloque : Anvers, 17-18 octobre 2008 sur le thème Mobiliteit en integratie. De Brabantse steden en migratie / Mobilité et intégration. Les villes brabançonnes et les horizons plus lointains.
- 16e colloque : Bois-le-Duc, 14-15 octobre 2011 sur le thème La charte de Cortenberg (1312): source d’inspiration pour l’identité urbaine et mémoire culturelle dans l’ancien duché de Brabant (XIVe – XXe siècle)/Het Charter van Kortenberg (1312) als inspiratiebron voor stedelijke identiteit en herinneringscultuur in het oude hertogdom Brabant (veertiende-twintigste eeuw).
- 17e colloque : Nivelles, 10-11 octobre 2014 sur thème Abbayes, chapitres et couvents dans les villes brabançonnes. Du paysage urbain médiéval au patrimoine culturel contemporain/Abdijen, kapittels en kloosters in de Brabantse steden. Van middeleeuws stadsbeeld naar hedendaags culturel erfgoed[12].
- 18e colloque : Louvain (Leuven), 15-16 septembre 2017[13].
- 19e colloque : Bruxelles (Brussel), 15-16 octobre 2021, sur le thème Ville et territoire. La perception et la représentation de la ville et du duché en Brabant (XIVe – XVIe siècle) / Stad en territorium. De perceptie en representatie van star en vorstendom in Brabant (14de-16de eeuw)[14].

## Publications de la Fondation
- Mobiliteit en integratie. De Brabantse steden en migratie / Mobilité et intégration. Les villes brabançonnes et les horizons plus lointains. Handelingen van XVde Colloquium 'De Brabantse Stad' Antwerpen, 17 en 18 oktober 2008, dans Noordbrabants historisch jaarboek, tome 26, 2009, 304 pp.  (ISBN 978-90-72526-60-1).
- Het Charter van Kortenberg (1312) als inspiratiebron voor stedelijke identiteit en herinneringscultuur in het oude hertogdom Brabant (veertiende-twintigste eeuw)/ La charte de Cortenberg (1312) : source d’inspiration pour l’identité urbaine et mémoire culturelle dans l’ancien duché de Brabant (XIVe – XXe siècle). Handelingen van het XVIde colloquium ‘De Brabantse Stad’, ‘s-Hertogenbosch, 14 en 15 oktober 2011, dans Noordbrabants historisch jaarboek, tome 29, 2012.
- Bousmar Éric et Bijsterveld Arnoud-Jan (études réunies sous la dir. de), Abdijen, kapittels en kloosters in de Brabantse steden. Van middeleeuws stadsbeeld naar hedendaags cultureel erfgoed/Abbayes, chapitres et couvents dans les villes brabançonnes. Du paysage urbain médiéval au patrimoine culturel contemporain. Handelingen van het XVIIde colloquium ‘De Brabantse Stad’/Actes du XVIIe colloque ‘La Ville brabançonne’. Nijvel, 11 en 12 oktober 2014/Nivelles, 11 et 12 octobre 2014, numéro thématique de la revue Noordbrabants historisch jaarboek, tome 32, 2015, 294 pp. [les pp. 202-280 consistent en une chronique hors thème].  (ISBN 978-90-821972-3-5).
- Histoire du Brabant du duché à nos jours, s. la dir. de R. van Uytven et alii, Zwolle, Waanders Uigevers/Fondation La Ville brabançonne, 2004, 720 pp.  (ISBN 90-400-8966-3).
- Geschiedenis van Brabant van het hertogdom tot heden, red. R. van Uytven et alii, Zwolle, Waanders Uigevers/Stichting Colloquium De Brabantse Stad, 2004, 720 pp.
- [Jan van Oudheusden], Register. Geschiedenis van Brabant van het hertogdom tot heden, Louvain/Zwolle, Davidsfonds/Waanders Uitgevers/Stichting Colloquium De Brabantse Stad, s.d., 20 pp. Index des noms de lieux et de personnes, uniquement en néerlandais.